# Winston-Salem Open 2021
Winston-Salem Open 2021 byl profesionální tenisový turnaj pořádaný jako součást mužského okruhu ATP Tour, který se odehrává na otevřených dvorcích s tvrdým povrchem Laykold v areálu Wake Forest University. Konal se mezi 21. až 28. srpnem 2021 v americkém Winston-Salemu, ležícím v Severní Karolíně, jako padesátý druhý ročník turnaje. V roce 2020 se neuskutečnil kvůli pandemii covidu-19.
Turnaj s rozpočtem 807 210 dolarů patřil do kategorie ATP Tour 250. Jednalo se o poslední díl mužské poloviny letní US Open Series, jakožto závěrečné přípravy před čtvrtým grandslamem sezóny US Open 2021. Nejvýše nasazeným hráčem ve dvouhře se stal dvanácátý tenista světa Pablo Carreño Busta ze Španělska. Jako poslední přímý účastník do hlavní singlové soutěže nastoupil 99. hráč žebříčku, Švéd Mikael Ymer.
Premiérovou singlovou trofej na okruhu ATP Tour získal 27letý Ilja Ivaška, který se stal  prvním běloruským šampionem ve dvouhře túry ATP od Maxe Mirného z Rotterdam Open 2003. Deblovou soutěž ovládl salvadorsko-nizozemský pár Marcelo Arévalo a Matwé Middelkoop, jehož členové vybojovali první společnou trofej.

## Rozdělení bodů a finančních odměn

### Rozdělení bodů
| Soutěž  | vítězové | finalisté | semifinalisté | čtvrtfinalisté | 16 v kole | 32 v kole | 48 v kole | Q | Q2 | Q1 |
| ------- | -------- | --------- | ------------- | -------------- | --------- | --------- | --------- | - | -- | -- |
| dvouhra | 250      | 150       | 90            | 45             | 20        | 10        | 0         | 5 | 3  | 0  |
| čtyřhra | 250      | 150       | 90            | 45             | 0         | —         | —         | — | —  | —  |

### Finanční odměny
| Soutěž                              | vítězové | finalisté | semifinalisté | čtvrtfinalisté | 16 v kole | 32 v kole | 48 v kole | Q2      | Q1    |
| ----------------------------------- | -------- | --------- | ------------- | -------------- | --------- | --------- | --------- | ------- | ----- |
| dvouhra                             | 96 505 $ | 56 000 $  | 32 350 $      | 18 740 $       | 10 740 $  | 6 500 $   | 3 950 $   | 1 840 $ | 920 $ |
| čtyřhra                             | 40 600 $ | 20 800 $  | 11 280 $      | 6 450 $        | 3 780 $   | —         | —         | —       | —     |
| částka ve čtyřhře je uvedena na pár |          |           |               |                |           |           |           |         |       |

## Mužská dvouhra

### Nasazení
| Stát                          | Hráč                 | ATP | Nasazení |
| ----------------------------- | -------------------- | --- | -------- |
| Španělsko                     | Pablo Carreño Busta  | 12. | 1.       |
| Belgie                        | David Goffin         | 19. | 2.       |
| Spojené království            | Dan Evans            | 28. | 3.       |
| Maďarsko                      | Márton Fucsovics     | 37. | 4.       |
| Kazachstán                    | Alexandr Bublik      | 38. | 5.       |
| Chorvatsko                    | Marin Čilić          | 39. | 6.       |
| Gruzie                        | Nikoloz Basilašvili  | 40. | 7.       |
| Austrálie                     | John Millman         | 44. | 8.       |
| Německo                       | Jan-Lennard Struff   | 47. | 9.       |
| Argentina                     | Federico Delbonis    | 48. | 10.      |
| Španělsko                     | Albert Ramos-Viñolas | 49. | 11.      |
| Francie                       | Benoît Paire         | 50. | 12.      |
| USA                           | Frances Tiafoe       | 51. | 13.      |
| Francie                       | Richard Gasquet      | 53. | 14.      |
| Španělsko                     | Carlos Alcaraz       | 55. | 15.      |
| Německo                       | Dominik Koepfer      | 59. | 16.      |
| Žebříček ATP k 16. srpnu 2021 |                      |     |          |

### Jiné formy účasti
Následující hráči obdrželi divokou kartu do hlavní soutěže:
- Pablo Carreño Busta
- David Goffin
- Dan Evans
- Andy Murray

Následující hráč nastoupil do hlavní soutěže pod žebříčkovou ochranou:
- Gilles Simon

Následující hráči postoupili z kvalifikace:
- Denis Kudla
- Alexei Popyrin
- Lucas Pouille
- Wu Tchung-lin

Následující hráči postoupili z kvalifikace jako tzv. šťastní poražení:
- Pierre-Hugues Herbert
- Eduardo Nava
- Max Purcell
- Noah Rubin
- Josuke Watanuki

### Odhlášení
před zahájením turnaje
- Kevin Anderson → nahradil jej  Arthur Rinderknech
- Pablo Andújar → nahradil jej  Marco Cecchinato
- Nikoloz Basilašvili → nahradil jej  Pierre-Hugues Herbert
- Aljaž Bedene → nahradil jej  Tennys Sandgren
- Laslo Djere → nahradil jej  Mikael Ymer
- David Goffin → nahradil jej  Eduardo Nava
- Lloyd Harris → nahradil jej  Norbert Gombos
- Nick Kyrgios → nahradil jej  Noah Rubin
- Adrian Mannarino → nahradil jej  Thiago Monteiro
- John Millman → nahradil jej  Max Purcell
- Jošihito Nišioka → nahradil jej  Facundo Bagnis
- Miomir Kecmanović → nahradil jej  Radu Albot
- Tommy Paul → nahradil jej  Andreas Seppi
- Lorenzo Sonego → nahradil jej  Josuke Watanuki

## Mužská čtyřhra

### Nasazení
| Stát                                                                     | Hráč           | Stát      | Hráč            | ATP | Nasazení |
| ------------------------------------------------------------------------ | -------------- | --------- | --------------- | --- | -------- |
| Polsko                                                                   | Łukasz Kubot   | Brazílie  | Marcelo Melo    | 37. | 1.       |
| Francie                                                                  | Nicolas Mahut  | Francie   | Fabrice Martin  | 40. | 2.       |
| Jižní Afrika                                                             | Raven Klaasen  | Japonsko  | Ben McLachlan   | 52. | 3.       |
| Itálie                                                                   | Simone Bolelli | Argentina | Máximo González | 60. | 4.       |
| Žebříček ATP k 16. srpnu 2021; číslo je součtem umístění obou členů páru |                |           |                 |     |          |

### Jiné formy účasti
Následující páry obdržely divokou kartu do hlavní soutěže:
- Siddhant Banthia /  Matthew Thomson
- Nicholas Monroe /  Jackson Withrow

### Odhlášení
před zahájením turnaje
- Ivan Dodig /  Jamie Murray → nahradili je  Ivan Dodig /  Austin Krajicek
- Marcel Granollers /  Horacio Zeballos → nahradili je  Oliver Marach /  Philipp Oswald
- Wesley Koolhof /  Jean-Julien Rojer → nahradili je  Ariel Behar /  Gonzalo Escobar
- Kevin Krawietz /  Horia Tecău → nahradili je  Tomislav Brkić /  Nikola Ćaćić
- John Peers /  Filip Polášek → nahradili je  Marcus Daniell /  Marcelo Demoliner
- Tim Pütz /  Michael Venus → nahradili je  Luke Saville /  John-Patrick Smith
- Rajeev Ram /  Joe Salisbury → nahradili je  Marcelo Arévalo /  Matwé Middelkoop

## Přehled finále

### Mužská dvouhra
- Ilja Ivaška vs.  Mikael Ymer, 6–0, 6–2

### Mužská čtyřhra
- Marcelo Arévalo /  Matwé Middelkoop vs.  Ivan Dodig /  Austin Krajicek, 6–7(5–7), 7–5, [10–6]